# Bahía de Víborg
La bahía de Víborg (del ruso: Выборгский залив); en finés: Viipurinlahti; en sueco: Viborgska viken es una pequeña y profunda bahía de Rusia localizada en aguas del mar Báltico, en el extremo nororiental del golfo de Finlandia, al oeste de la ciudad de Víborg (79 962 hab. en 2010) de la que toma el nombre. Administrativamente, la bahía es parte del territorio del distrito de Výborgski del óblast de Leningrado y está a solo unos veinte kilómetros al sur de la frontera ruso-finesa. Otras ciudades ribereñas son Sovietski, en la costa este, y el puerto de Vysotsk en la isla Vysotski (остров Высоцкий) en el centro de la bahía.

## Geografía
La bahía de Víborg tiene una forma compleja, con muchas islas en su interior, que dibujan un litoral muy dentado con numerosos canales y pasajes interiores. La entrada a la bahía, en su parte suroccidental está bloqueada en ¾ de su anchura por la larga península Kiperort (полуостров Киперорт). Otra península más cierra la parte noreste de la bahía: la península Lojaniemi (полуостров Лоханиеми); más al noreste está la isla Tverdysh (остров Твердыш), frente a la ciudad de Víborg, que cierra el extremo interior de la bahía. Luego la bahía se prolonga más al noroeste a través de dos estrechos canales en la bahía de Zaschítnaya De las muchas islas interiores destacan Vysotski, Lisi (остров Лисий) y la ya citada Tverdysh. 
La bahía comunica con el lago Saimaa, localizado en Finlandia, a través del canal de Saimaa.
En la Edad Media, un brazo del río Vuoksi tuvo una salida en la bahía, pero se fue gradualmente secando entre los siglos XVIII y XIX debido al rebote post-glacial. Ya estaba definitivamente seco en 1857, cuando se formaron los rápidos de Kiviniemi en Lósevo (del ruso: Лосево); en finés: Kiviniemi), en el  istmo de Karelia y el río Búrnaya se convirtió en el principal ramal del río Vuoksi.

## Historia
El 4 de julio de 1790, durante la Guerra ruso-sueca (1788-1790), la bahía de Víborg fue el escenario de la batalla de la bahía de Víborg, una batalla naval que involucró a 498 buques de guerra. La batalla terminó con una victoria táctica de los rusos, pero en realidad fue una victoria estratégica sueca.
La bahía de Víborg también fue el escenario de una batalla en la Guerra de continuación fino-soviética entre el 30 de junio y el 10 de julio de 1944, que enfrentó a las tropas finlandesas y tropas del Tercer Reich contra los soviéticos.

## Galería de imágenes

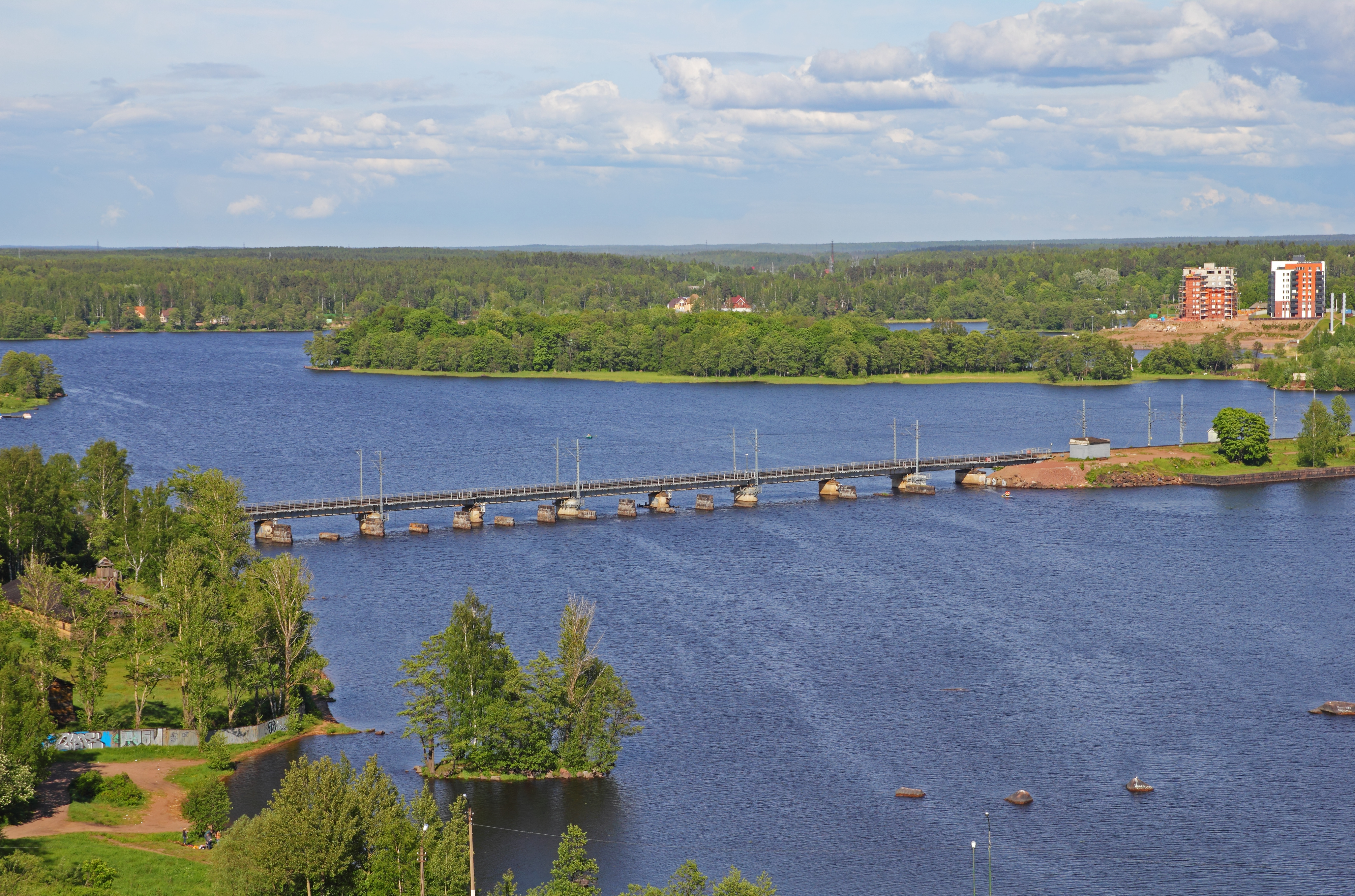
Vista de una parte norte de la bahía de Víborg.
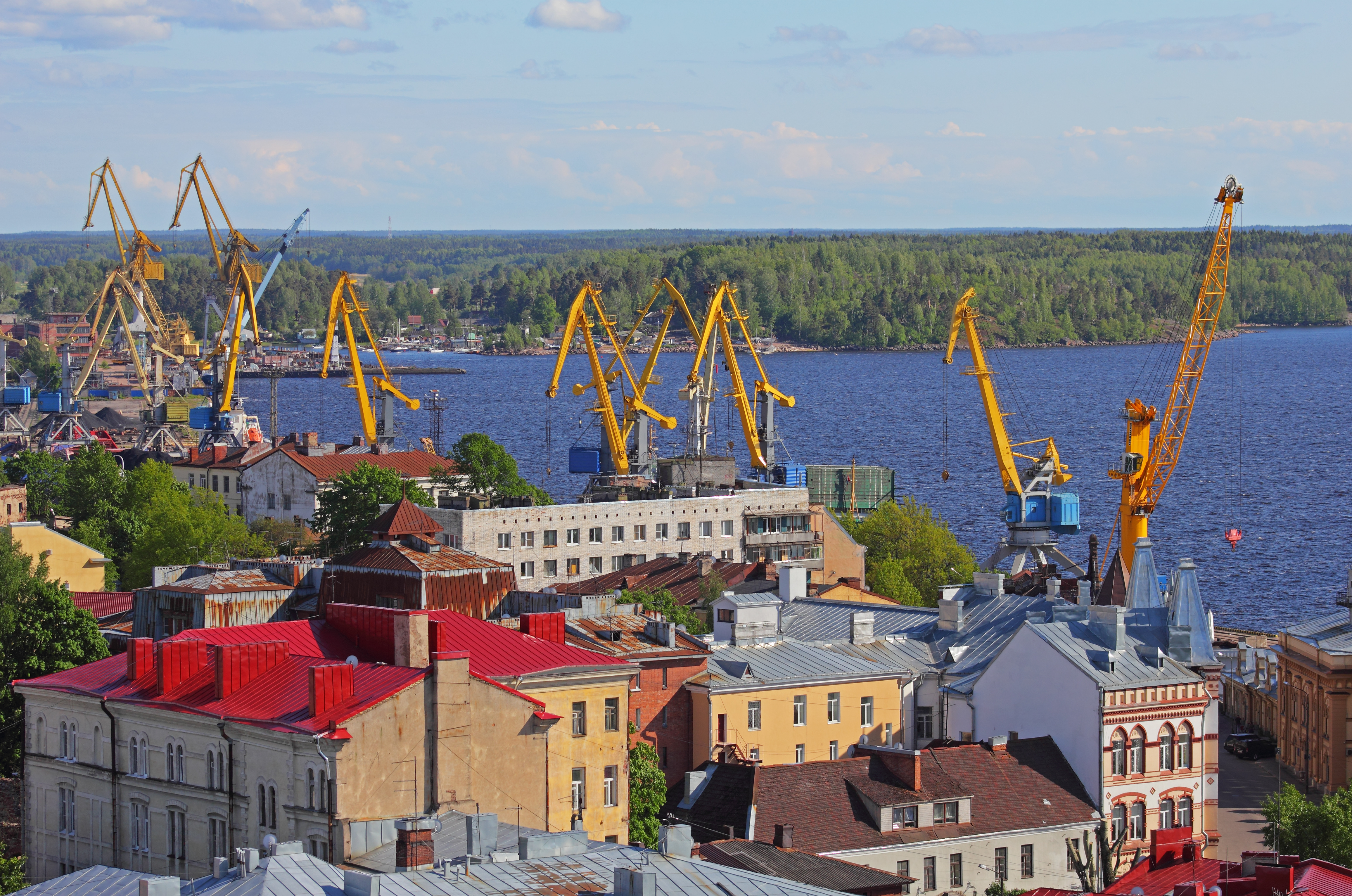
El puerto visto desde la torre fortificada de San Olaf del Castillo de Víborg.
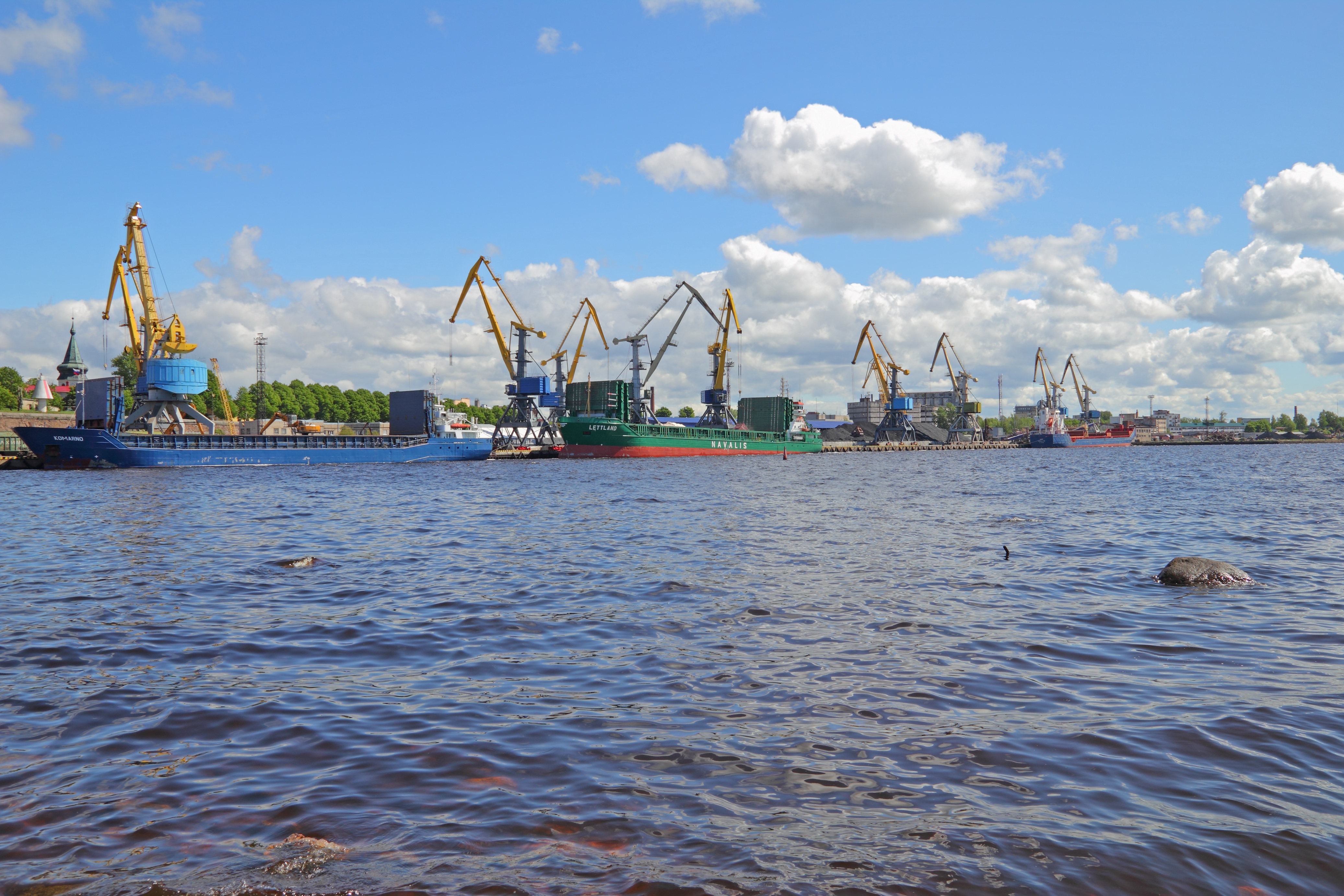
El puerto visto desde la calle Shturma.

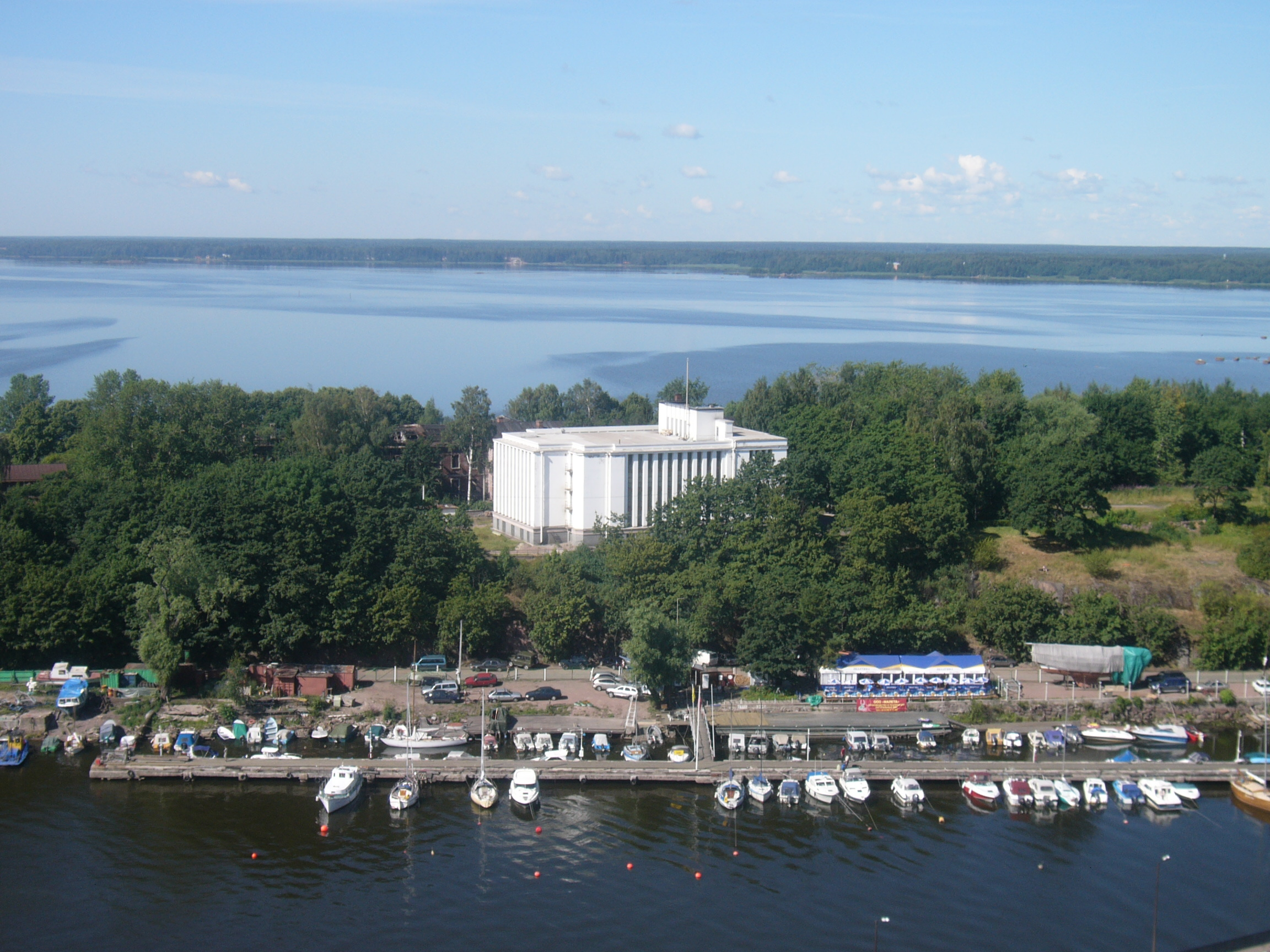
El Archivo Estatal de la óblast de Leningrado ubicado en Víborg.
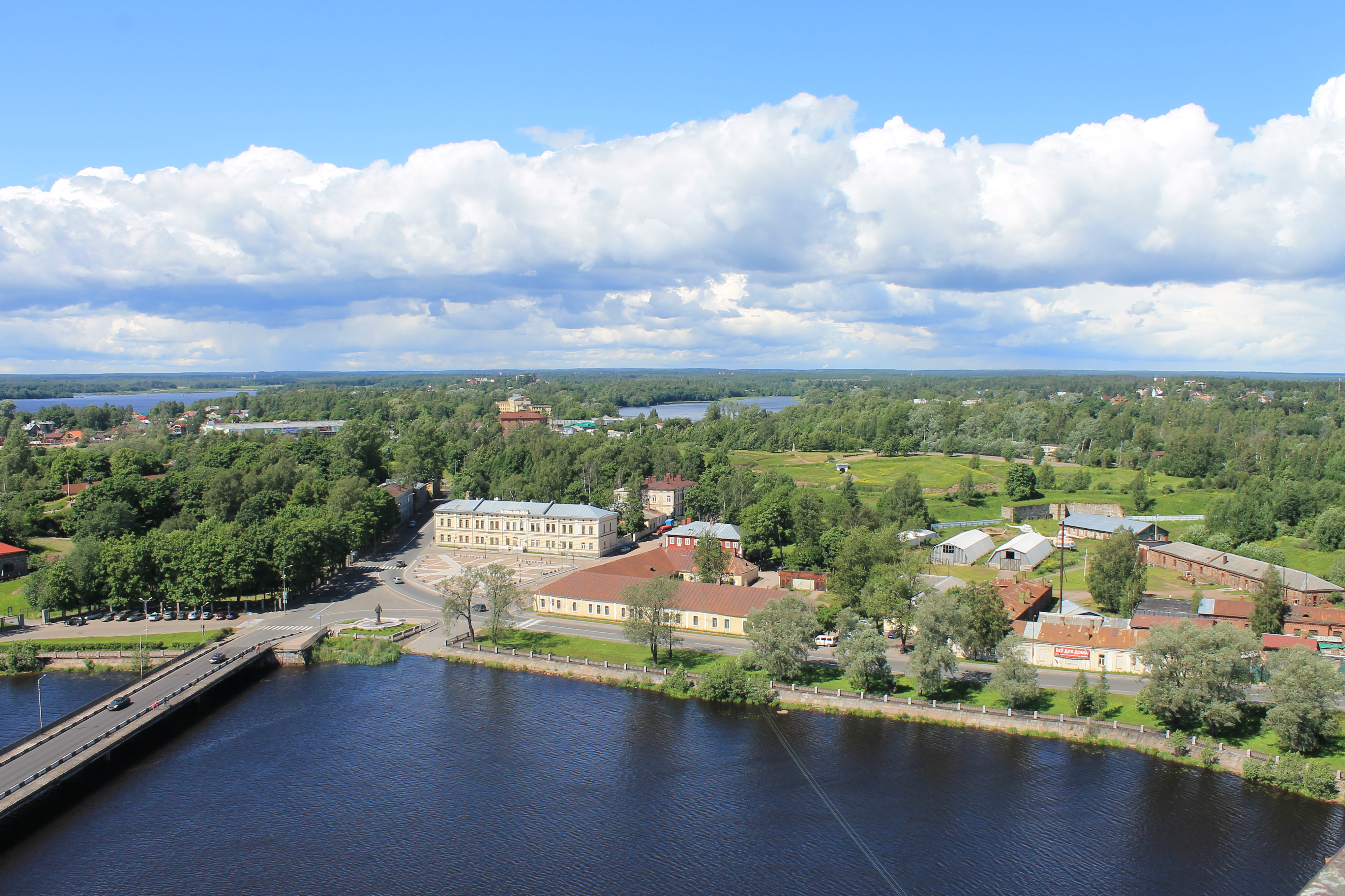
Centro de negocios Inzhenerny de Víborg.